# Alborosie
Alberto D'Ascola (n. 4 iulie 1977), cunoscut mai mult după numele de scenă Alborosie, este un cântăreț italian de muzică reggae, deejay și producător muzical în Kingston, Jamaica.

## Cariera
Alberto D'Ascola s-a născut în Sicilia în 1977, iar în 1993 a format o formație de muzică reggae numită : Reggae National Tickets. În 2001 Alborosie a decis să înceapă o carieră solo. S-a mutat în  Jamaica pentru a fi mai aproape de rădăcinile muzicii reggae și de cultura Rastafari. Acolo a început să lucreze ca inginer de sunet și producător. A lucrat cu artiști precum Gentleman și Ky-Mani Marley. Primul său album s-a numit Soul Pirate.
Numele "Alborosie" provine de la un nume care i s-a dat în primii săi ani în Jamaica. "Obișnuiau să îmi spună Borosie. Numele meu este Alberto, așa că am adăugat "Al"- Al-borosie. Dar nu vă voi spune ce înseamnă borosie!" 
Cea mai cunoscută piesă a sa este "Herbalist" din 2006, și alte cântece ca ‘Kingston Town’ , ‘Rastafari Anthem’, ‘Slam Bam’, ‘Life’ featuring Jah Cure and ‘Call Up Jah’ toate create în studioul său de înregistrări Forward Records. A concertat împrejurul lumii, cel mai des în Europa și Jamaica. 
În 2011 Alborosie a devenit primul artist de culoare albă care a câștigat premiul Best Reggae Act în cadrul Premiilor M.O.B.O. (Music of Black Origin).

## Viața personală
Alberto D'Ascola s-a născut pe 4 iulie 1977 în Marsala, Sicilia, Italia. Face parte din Mișcarea Rastafari. Tatăl său este un polițist pensionat iar mama lui era o casnică.

## Discografie
- Soul Pirate (2008), Forward Recordings
- Soul Pirate: European Tour 2008 Limited Edition (2008)
- Escape From Babylon (2009), Greensleeves
- Escape From Babylon to the Kingdom of Zion (2010), VP
- Dub Clash (2010)
- Specialist & Friends (2010)
- 2 Times Revolution (2011), Greensleeves
- Sound the System (2013), VP
- Dub the System (2013), VP
- Specialist Presents Alborosie & Friends (2014), Greensleeves